# Betulia (Santander)
Betulia – miasto w Kolumbii, w departamencie Santander.